# Centris buchholzi
Centris buchholzi là một loài Hymenoptera trong họ Apidae. Loài này được Herbst mô tả khoa học năm 1918.